# Bartolomeo Colleoni
 (février 2021).
La mise en forme du texte ne suit pas les recommandations de Wikipédia : il faut le « wikifier ».
Les points d'amélioration suivants sont les cas les plus fréquents. Le détail des points à revoir est peut-être précisé sur la page de discussion.
- Les titres sont pré-formatés par le logiciel. Ils ne sont ni en capitales, ni en gras.
- Le texte ne doit pas être écrit en capitales (les noms de famille non plus), ni en gras, ni en italique, ni en « petit »…
- Le gras n'est utilisé que pour surligner le titre de l'article dans l'introduction, une seule fois.
- L'italique est rarement utilisé : mots en langue étrangère, titres d'œuvres, noms de bateaux, etc.
- Les citations ne sont pas en italique mais en corps de texte normal. Elles sont entourées par des guillemets français : « et ».
- Les listes à puces sont à éviter, des paragraphes rédigés étant largement préférés. Les tableaux sont à réserver à la présentation de données structurées (résultats, etc.).
- Les appels de note de bas de page (petits chiffres en exposant, introduits par l'outil «  Source ») sont à placer entre la fin de phrase et le point final[comme ça].
- Les liens internes (vers d'autres articles de Wikipédia) sont à choisir avec parcimonie. Créez des liens vers des articles approfondissant le sujet. Les termes génériques sans rapport avec le sujet sont à éviter, ainsi que les répétitions de liens vers un même terme.
- Les liens externes sont à placer uniquement dans une section « Liens externes », à la fin de l'article. Ces liens sont à choisir avec parcimonie suivant les règles définies. Si un lien sert de source à l'article, son insertion dans le texte est à faire par les notes de bas de page.
- La présentation des références doit suivre les conventions bibliographiques. Il est recommandé d'utiliser les modèles {{Ouvrage}}, {{Chapitre}}, {{Article}}, {{Lien web}} et/ou {{Bibliographie}}. Le mode d'édition visuel peut mettre en forme automatiquement les références.
- Insérer une infobox (cadre d'informations à droite) n'est pas obligatoire pour parachever la mise en page.

Pour une aide détaillée, merci de consulter Aide:Wikification.
Si vous pensez que ces points ont été résolus, vous pouvez retirer ce bandeau et améliorer la mise en forme d'un autre article.
Bartolomeo Colleoni, supposé né à Solza, près de Bergame, entre 1395 et 1400 et mort au château de Malpaga (aujourd'hui dans la commune de Cavernago) le 2 novembre 1475, est un condottiere italien du XVe siècle.

## Naissance
Le petit village de Solza où Bartolomeo Colleoni vit le jour se trouve à moins de deux kilomètres de la rive ouest de l'Adda, dans la province de Bergame en Lombardie.
Sa date de naissance n'est pas avérée bien qu'une plaque de bronze trouvée dans sa sépulture le 21 novembre 1969 indique, en même temps que sa date de mort, l'âge de quatre-vingts ans : on peut donc en conclure que son année de naissance est 1395.
Cette indication est controversée par la biographie écrite, entre 1469 et 1475, par son contemporain Antonio Cornazzano et que l'on peut dire officielle puisque l'écriture lui en fut confiée par Colleoni lui-même.

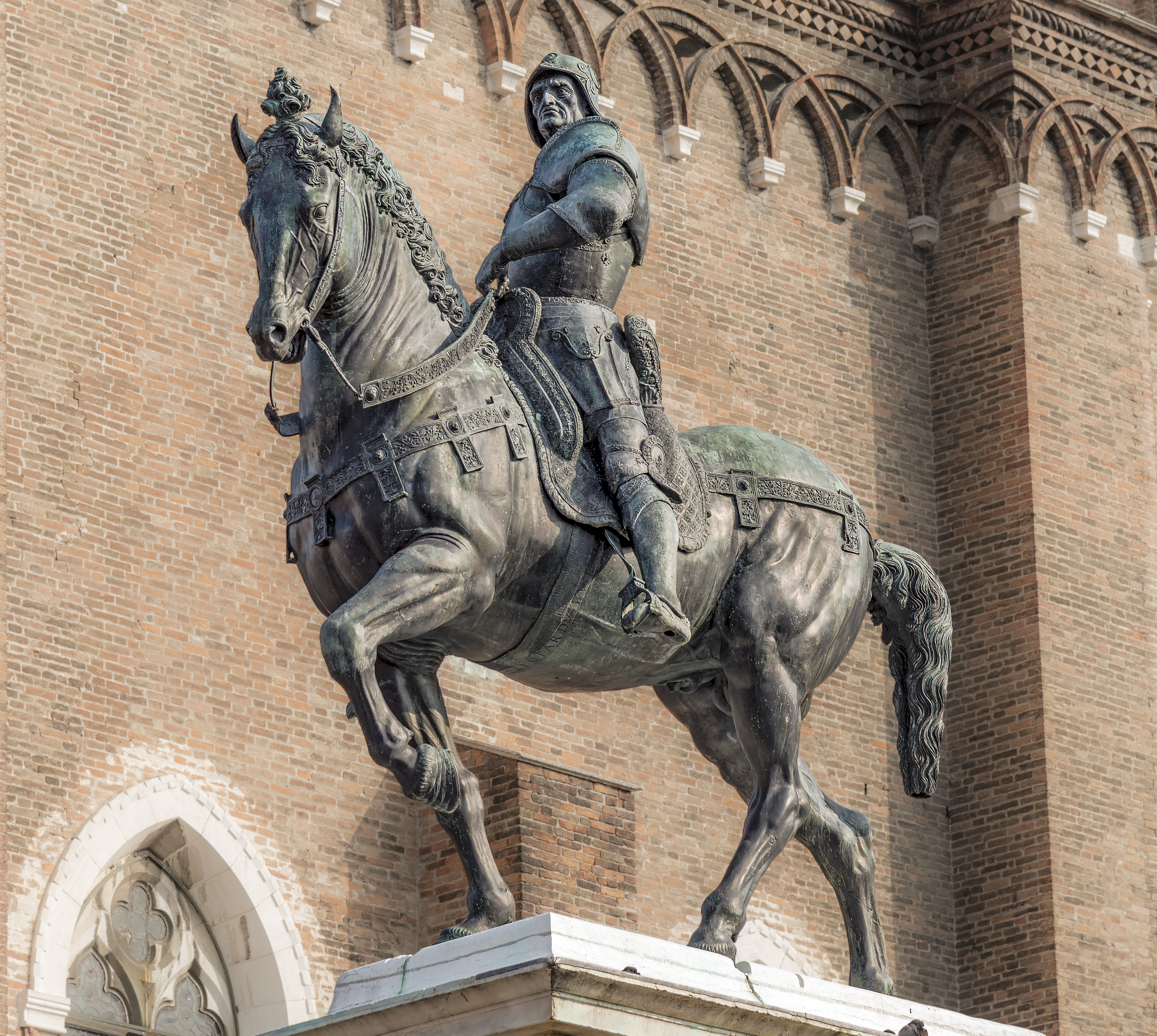
Statue du Colleone par Le Verrochio, Campo SS. Giovanni e Paolo à Venise.

Cornazzano a mentionné comme date de naissance l'année 1400 en contradiction avec la susdite plaque. Il est possible de penser que Colleoni ait voulu se rajeunir, mais si l'on considère que l'an 1400 fut une année de Jubilé, donc particulièrement importante pour la Chrétienté, au point de rester inscrite dans les consciences des fidèles et qu'au cours de cette année le mouvement de dévotion des Bianchi acquit une grande renommée, il n'est pas surprenant que Colleoni fît fallacieusement retenir cette date pour placer sa propre naissance dans une année perçue par tous, presque avec foi millénaire, comme le début d'un changement rénovateur.
L'an 1400 est considéré comme une année exceptionnelle, chargée de valeurs symboliques, qui cadre bien avec la biographie héroïque d'un grand condottière. Cependant, il ne manque pas de témoignages contemporains qui situent indirectement sa naissance avant 1400, comme celui d'un informateur de Borso d'Este qui, en 1470, railla son bellicisme et sa virilité en écrivant : « Le capitaine a 84 ans et il fréquente les jeunes filles ».

## La famille

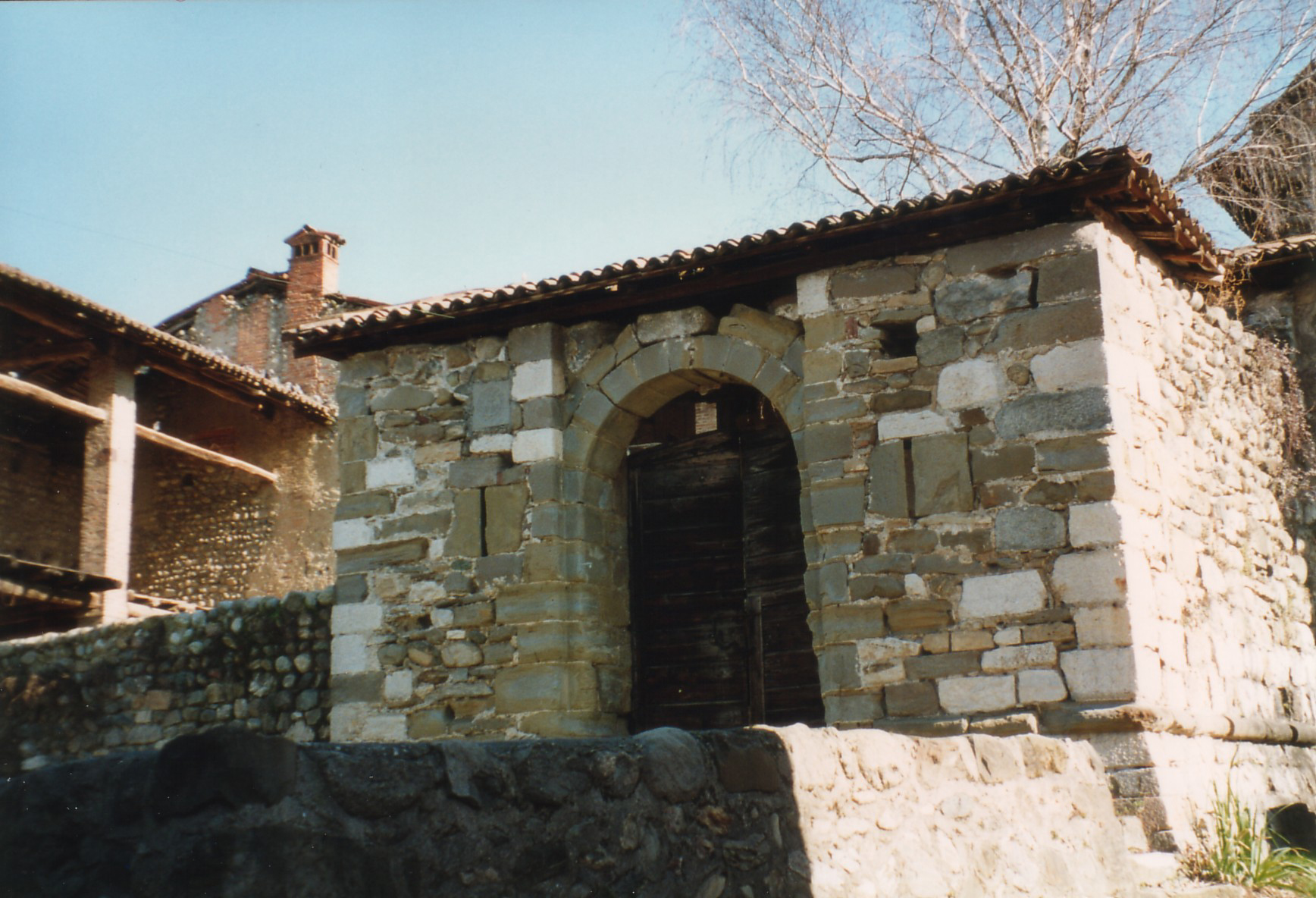
Restes du château Colleoni à Solza (Province de Bergame).

De souche lombarde, fils de Paolo et de Ricadonna Saiguini de la famille Valvassori de Medolago, il appartenait à la noblesse citadine, comme l'indiquent ses armoiries du type armes parlantes c'est-à-dire de celles qui représentent graphiquement le nom. On retrouve des traces historiques de sa famille vers la seconde moitié du XIe siècle avec un Gisalbertus Attonis, fils d'Attone, appartenant à l'une de celles qui composaient la gens nova (nouvelle race) qui commençait à s'imposer dans la société féodale déclinante.
Ils furent juges et notaires, ancrés dans la foi gibeline pendant presque tout le XIIIe siècle, puis leur appartenance politique devint moins affirmée par la suite en ce sens qu'ils furent toujours plus attentifs à soutenir un parti plutôt que l'autre selon leurs propres intérêts du moment. Ce Gisalberto, que l'on peut considérer comme le chef de lignée de la famille Colleoni, est cité pour la première fois avec l'appellation qui sera véritablement celle de la famille : Colione. Il semble déjà bien intégré dans une Bergame qui, comme toutes les communautés de l'époque, participa, entre le XIe et le XIIe siècle, à ce mouvement socio-politique qui vit prévaloir la commune sur le fief, la nouvelle société et la bourgeoisie sur la société féodale.

### Bergame

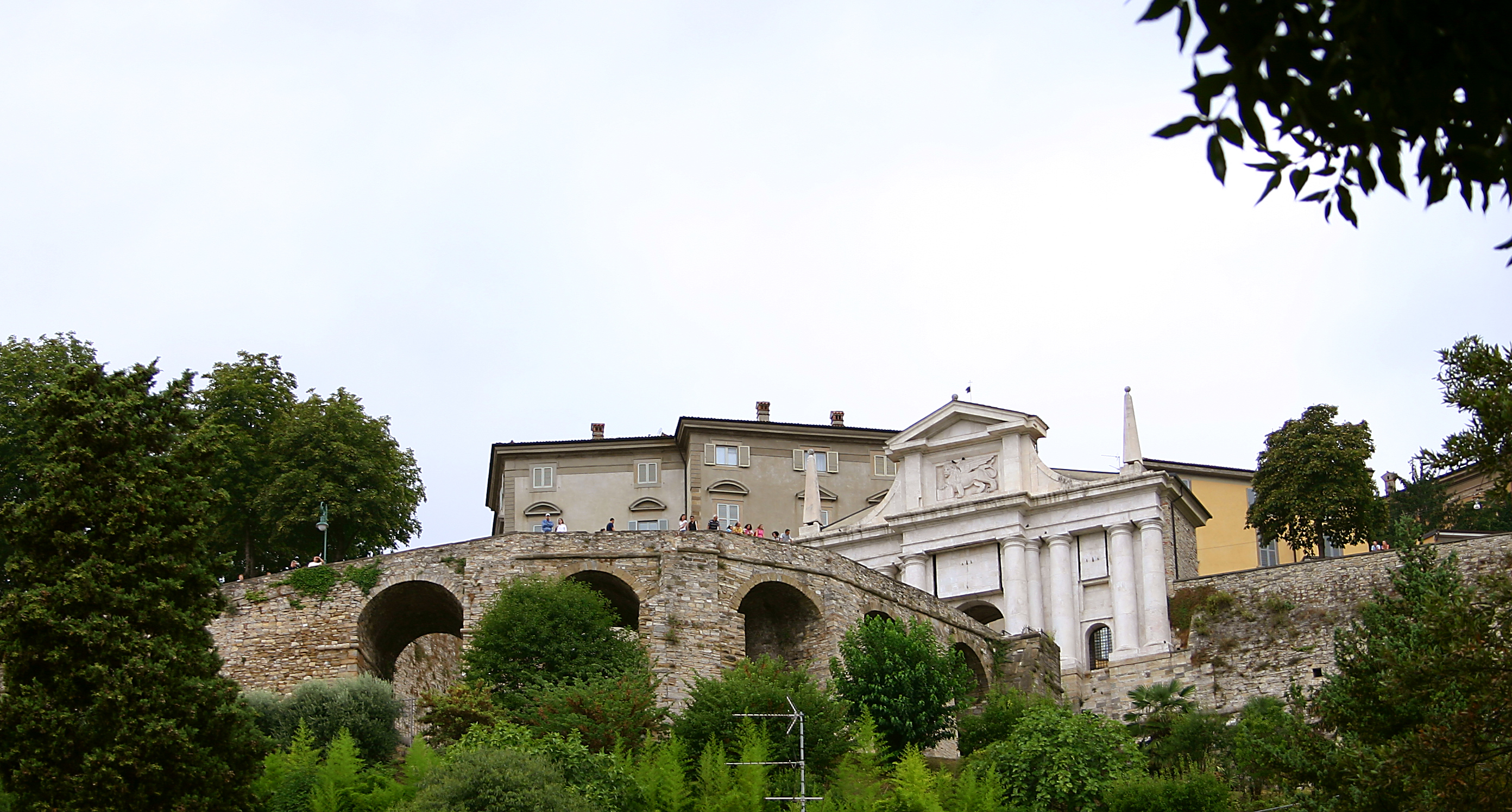
Porte San Giacomo dans le vieux Bergame

Jusqu'à la première moitié du XIIe siècle, Bergame fut gouvernée par les comtes Ghisalbertini sous un régime entièrement féodal, mais la gens nova s'agitait et en 1168, la Commune bannit le comte qui fut ainsi forcé de partir, emportant avec lui ce monde qui était alors en train de disparaître.
Dans cette nouvelle situation, deux familles émergèrent, souvent apparentées entre elles mais aussi ennemies selon les circonstances : celle des Suardi et celle des Colleoni. Elles assumèrent des charges publiques et des fonctions de dignitaires ecclésiastiques, mais leurs actions se situèrent toujours sur le territoire bergamasque. Ce ne sera qu'avec Bartolomeo que la famille Colleoni assumera une importance italienne et internationale.
Les Suardi et les Colleoni se mirent en valeur rapidement, partageant au profit de leurs factions opposées et même en s'opposant aux leurs. Les contingences politiques ponctuelles opposèrent souvent ces deux familles, alternant périodes de paix et périodes de conflits, mais en augmentant toujours richesse et pouvoir.
Finalement, ce fut Bartolomeo Colleoni qui fit tomber dans l'ombre les Suardi et qui s'imposa, fort de la gloire et de la richesse accumulées sur les champs de bataille, en tant que condottière de Venise d'abord, ensuite de Milan et, finalement, encore de Venise au service de laquelle il termina sa carrière.

### Gisalberto
Gisalberto, qui est considéré comme le chef de lignée, exerça son activité dans l'achat et la revente ou les échanges de terrains, mais aussi dans la brachania ((it), prêt sur gage), et cela le fit entrer dans la classe des négociants ((it), negociatores) ; son action s'étendit également aux affaires publiques et il fut ainsi consul de Bergame en 1117.
Il est vrai que les Colleoni avaient acquis un patrimoine immobilier considérable depuis la vallée du Brembo jusqu'à Isola de Bergame (aujourd'hui dans la commune de Pedrengo) et qu'il incluait, entre autres, l'importante position stratégique du castrum de Baccanello à Calusco d'Adda, détruit en 1298 par les gibelins alors qu'il appartenait encore aux Colleoni.

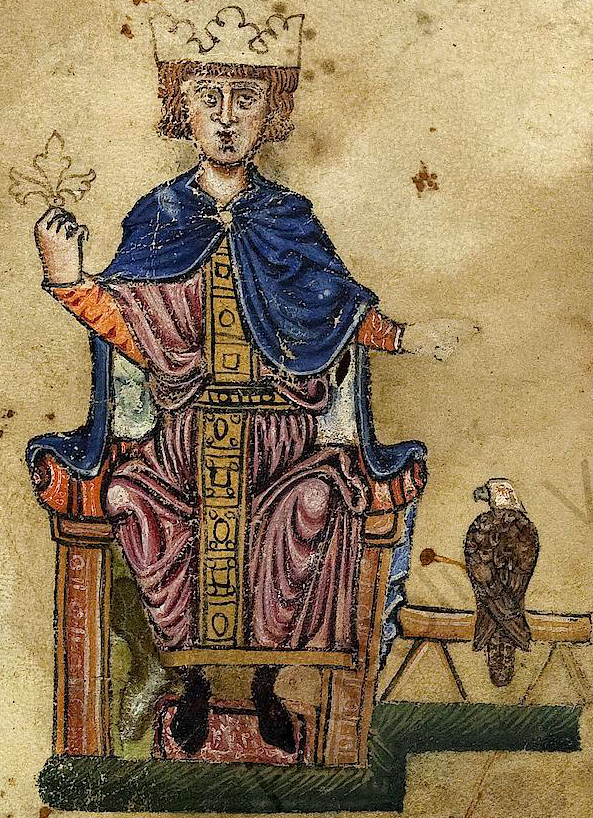
L'empereur Frédéric II de Hohenstaufen

Les relations avec l'église de Bergame furent très solides et durèrent, ce qui nous est avéré lorsqu'en 1126, Gisalberto Coglione (sic) et Pietro del Brolo, curé de Sant'Alessandro, achetèrent ensemble des terrains. Ces relations furent assidûment cultivées par Gisalberto, comme le montrent divers actes d'achats, de ventes et d'échanges de terrains, ainsi que par ses descendants qui auront un rapport privilégié avec l'Église. Ils jouirent même de privilèges impériaux comme celui de l'appel concédé par l'empereur Frédéric II à un Colleoni :
« D'un de ceux-ci, le plus ancien est la confirmation de Federico II pour l'an 1224. À Sozzon de' Coglioni, et à ses descendants, il est concédé en fief légal la connaissance des appels de toutes les causes de la ville de Bergame, et de son territoire. »

### Le patrimoine familial
Le patrimoine immobilier des Colleoni se concentra surtout à Isola de Bergame, dans cette partie du territoire comprise entre le Brembo et l'Adda et dont la position stratégique en augmentait l'importance et la fonction politique.
À partir de ce territoire, le père de Bartolomeo, avec quelques parents, s'empara, de façon inespérée, du château de Trezzo sull'Adda le 23 octobre 1404 et en fit une base pour effectuer des incursions dans les territoires environnants. Ce territoire constitua, de fait, un petit État indépendant qui tint tête, pendant de nombreuses années et avec bonheur, aux seigneurs de Milan.
Le château de Trezzo, situé sur la rive milanaise de l'Adda, près de son confluent avec le Brembo, avait été construit par Barnabé Visconti et avait une grande importance stratégique en ce sens qu'il contrôlait l'un des chemins d'accès au duché de Milan. C'était le château puissant et majestueux où Barnabé Visconti fut emprisonné par les soins de son neveu Jean Galéas Visconti qui, avec l'aide de Jacopo dal Verme, le fit emprisonner à la suite d'une véritable conjuration et d'une embuscade, et où il mourut le 18 décembre 1385, peut-être tué sur ordre du neveu lui-même.

### La guerre familiale

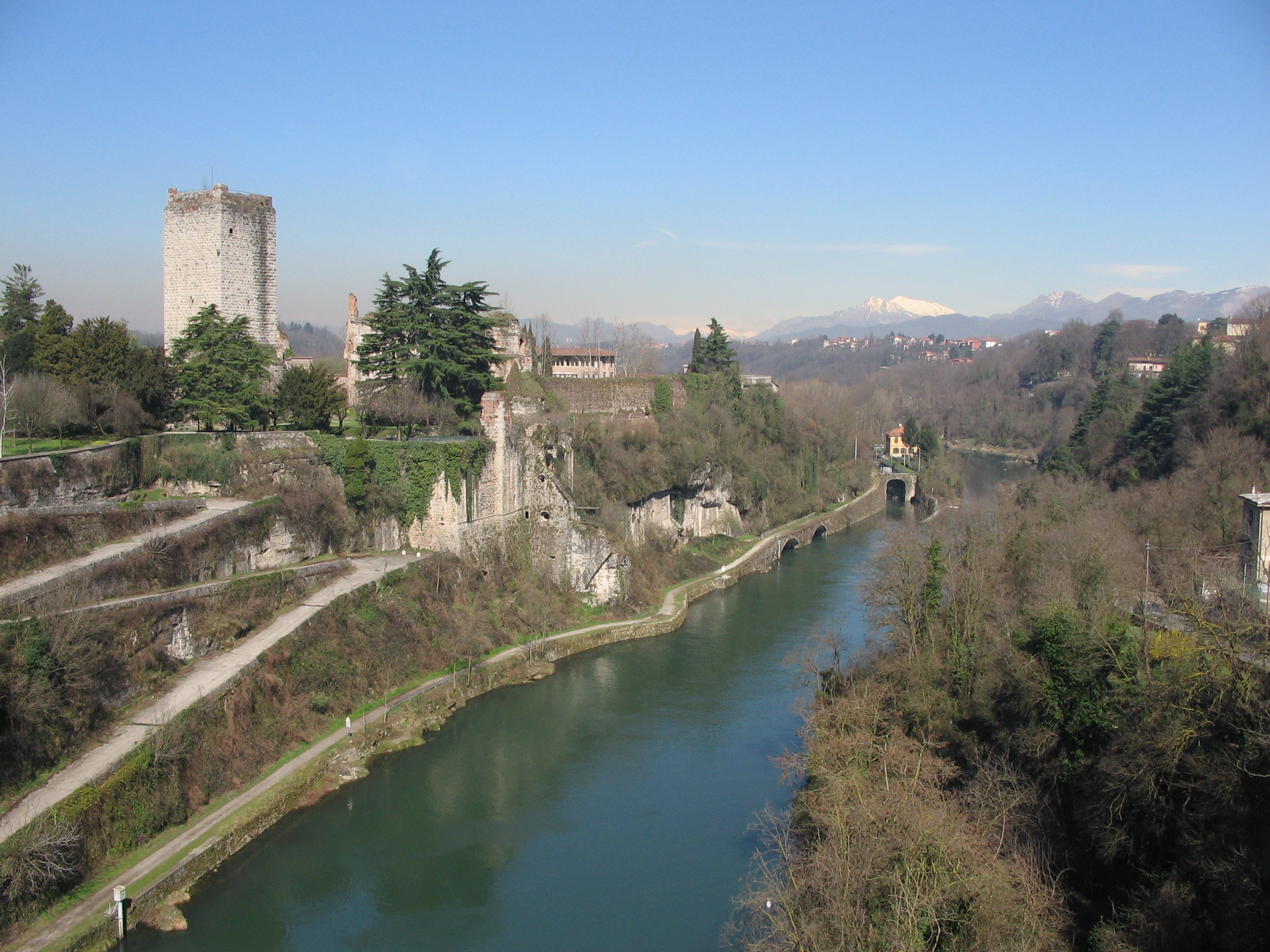
Ruines du château de Trezzo sull'Adda.

La conquête du château de Trezzo marqua l'enfance de Bartolomeo puisque son père, Paolo, qui y avait pris part et qui, par libéralité, aurait associé au pouvoir les parents qui participèrent à l'entreprise, aurait ensuite été tué par ces derniers. Ici, le récit se confond avec la légende bâtie pour la plus grande gloire de Bartolomeo.
Il est clair que la tentative de ses apologistes, et plus particulièrement de Cornazzano, d'amplifier la contribution du père dans l'action de la conquête ainsi que sa générosité d'avoir associé au pouvoir quelques parents et, en même temps, la perfidie et l'ingratitude de ces derniers qui non seulement le tuent pour en usurper le pouvoir, mais emprisonnent son épouse, mettant ainsi le tout jeune Bartolomeo dans d'importantes difficultés , amplifient ainsi sa gloire d'avoir eu de si minces bases de départ pour sa conquête.
La conquête du château de Trezzo fut l'œuvre des cousins Colleoni mais il n'y a pas de certitude historique sur le rôle dévolu à Paolo, le père de Bartolomeo. Il y eut des participations dans la gestion du pouvoir mais elles doivent être attribuées, de manière plus appropriée, à la traditionnelle succession agnatique plutôt qu'à la générosité de Paolo. Trezzo était régi par deux rameaux de Colleoni et, parmi ceux-ci, la prééminence revint aux cousins Giovanni, fils de Guardinus de Collionibus et Paolo, fils de Guidotus de Collionibus. On doit toutefois noter une certaine supériorité pour Giovanni du fait que, dans les documents dans lesquels il était présent, sa signature précédait celle des autres y compris celle de Paolo.
Il est vraisemblable que des rivalités sont nées entre les deux rameaux et que Paolo eut le dessous, mais il n'est pas pour autant vrai non plus que sa femme et le fils Bartolomeo aient été réduits à la misère ou aux difficultés économiques. Il existe, en effet, divers actes de dispositions patrimoniales qui prouvent le contraire. L'affirmation de Corio :
« La famille des Coglioni a pris le château de Trezzo, mais finalement, ils s'entretuèrent. »  doit être prise au sens large et, par ailleurs, d'autres documents font douter du meurtre même de Paolo. L'incertitude est d'autant plus grande que la relation de la renommée de Bartolomeo Colleoni fut assez tardive, de même qu'il n'avait pas un souvenir certain des événements narrés par ses biographes qui laissaient ainsi primer le désir de magnifier le condottière, d'en exalter les origines et les vertus subséquentes, en les entourant de cette aura de mythe que la légende et la complaisance exigeaient.

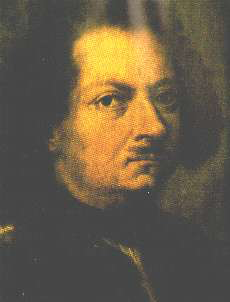
Facino Cane.

La période de la conquête de Trezzo fut celle de la régence du duché de Milan sous Catherine Visconti puis du règne de Jean Marie Visconti, caractérisée par des troubles politiques et la faiblesse du pouvoir local, situations dont surent profiter les Colleoni à l'instar d'autres.
Cornazzano, dans son œuvre, chercha à
« soustraire les Colleoni du nombre de ceux qui se jetèrent comme des hyènes sur le cadavre du duché en le déchirant en morceaux et surtout à souligner la vocation antiviscontienne et antityrannique, presque un héritage moral, de l'ascendance directe de Bartolomeo. »
Les Colleoni, qui avaient résisté avec succès à Facino Cane et à Jacopo dal Verme, perdirent le château de Trezzo le 2 janvier 1417 au profit du comte de Carmagnola en obtenant, par ailleurs, des conditions honorables et une considérable somme d'argent.
Cela fut le scénario qui servit de point de départ pour le jeune Bartolomeo Colleoni vers cette aventure qui, quoique tardivement, le porta au sommet de cette carrière militaire qui lui procura, entre ombres et lumières, grande renommée et richesse même s'il n'eut pas de seigneurie personnelle.
Son ambition était le commandement général de l'armée de Venise qu'il se vit confier le 2 juin 1455, sur la fin de sa carrière seulement.

## Le nom
Il n'est guère besoin (révérence gardée) de mettre l'accent sur l'orgueil que Bartolomeo montra dans l'emploi de son patronyme, Coglione (couillon). Seuls, quelques-uns de ses apologistes chercheront plus tard à lui donner une signification différente du sens littéral, en supposant, avec beaucoup de fantaisie, une origine mythologique du genre cum leone (avec un lion) ou caput leonis (tête de lion), dont, par altération phonétique, on serait arrivé à Colleoni, en contredisant ainsi tous les documents officiels où fut toujours employé le terme Coleus qui signifie "testicule" – et rien d'autre – en latin.
Le condottiere était tellement fier de son patronyme qu'il en fit le menaçant cri de guerre « Coglia, Coglia » c'est-à-dire « Couillons, couillons » et continua à les représenter, avec un réalisme accru, sur son blason en y ajoutant les fleurs de lys d'or des Andécaves ou plutôt d'Anjou et la fasce de Bourgogne. Ce fut le condottiere lui-même qui précisa dans un acte public que ses armes nobiliaires étaient celles qui portaient :
« duos colionos albos in campo rubeo de supra et unum colionum rubeum in campo albo infra ipsum campum rubeum »

Blason : coupé de gueules et d'argent, à trois paires de testicules de l'un en l'autre

ce qui, en héraldique, s'exprime : coupé de gueules (rouge) et d'argent, à trois paires de testicules de l'un à l'autre.
Bartolomeo usait de son nom et de ses armes avec naturel et orgueil, allant jusqu'à les faire représenter en bas-relief sur le sarcophage de sa fille Medea, sans la pruderie de certaines jeunes filles nobles de sa descendance qui, pudiquement, feront dessiner dans leurs armes les trois coglioni renversés de façon à en faire trois cœurs, oubliant ainsi le cri de guerre de l'illustre aïeul.
Pour certains auteurs, Bartolomeo Colleoni était atteint de la pathologie appelée polyorchidie, qui désigne la présence d'un testicule surnuméraire ; pour d'autres, cela fait partie de la légende et il n'est évidemment pas possible de connaître la vérité.

## Le condottière

Blason de Jeanne II

Bartolomeo Colleoni commença sa carrière militaire comme écuyer, à l'âge de 14 ou 15 ans, auprès de Filippo Arcelli, seigneur de Plaisance. En 1424, il fut au service du condottière Jacopo Caldora, à la tête d'une troupe de 20 cavaliers. Avec Caldora, il fit partie de la cour de Jeanne II de Naples ; il participa à la bataille de l'Aquila, en 1424, contre Braccio da Montone qui fut vaincu et tué. Il se distingua au siège de Bologne, en 1425, sous les couleurs de Caldora, pour le pape Martin V.
La guerre commença à porter ses fruits, son nom se répandit et sa renommée crut au point d'être remarquée par Venise.
Il entama ainsi une longue relation qui, tout en connaissant des hauts et des bas, marqua sa vie et lui donna, à la longue, cette renommée de condottière si recherchée en plus de la richesse subséquente.
Ce fut une relation tantôt de haine, tantôt d'amour, qui se traduisit toujours chez Colleoni en pulsion vers la Sérénissime, pulsion amplifiée par la recherche de la reconnaissance de ses capacités guerrières et aussi par la gratitude pour tous les honneurs et richesses que la République lui donna, qui finit par ce monument équestre, si ardemment désiré, destiné à être érigé sur la place Saint-Marc (piazza San Marco).
Venise, bien attentive à éviter le culte de la personnalité de ses condottières, honora seulement en partie ce désir qui devint une charge testamentaire : elle érigea en effet le monument aux frais des héritiers de Colleoni, et, malicieusement, sur une autre place, moins prestigieuse, mais qui présentait une référence au toponyme San Marco, le campo San Giovanni et Paolo (San Zanipolo) où se trouve le siège de l'école San Marco.
L'histoire de l'Italie entrait dans une phase nouvelle, avec des conséquences sur les activités militaires également . La tendance se développait de constituer des armées toujours plus stables et des structures militaires permanentes avec leurs administrations bureaucratiques  : c'était la naissance des armées modernes.

## Venise
En 1431, il entrait au service de Venise sous les ordres de Carmagnola dont il était le lieutenant : ainsi commença avec Venise cette relation qui, à la fin, fut couronnée par le commandement général et le rendit très riche. Ce fut une relation longue, parfois tourmentée de défiance et d'incompréhensions réciproques, mais toujours suivie sur le plan militaire, par quelques concessions à la politique.
Le condottière contemporain qui, avec ses conquêtes, lui faisait de l'ombre et le reléguait à un moindre rang, était François Sforza qui, après sa conquête du duché de Milan, créa une dynastie régnante, bien que de durée limitée, chose que Bartolomeo ne réussit pas à faire . Il rêva toujours de cette glorieuse entreprise mais il ne réussira pas à l'accomplir.

### Carmagnola
Sous les ordres de Carmagnola, toujours au service de la Sérénissime, il participa activement à la guerre entre Venise et Milan en se distinguant, le 17 octobre 1431, dans l'attaque de Crémone qui fut, par contre, fatale pour son commandant.
Carmagnola était un grand et célèbre condottière aux origines humbles : il fut berger et réussit avec courage et, plus encore, avec génie, à gravir rapidement tous les échelons de la carrière militaire, au point d'aider Philippe Marie Visconti à reconquérir le duché de Milan et à être à la fois admis dans la maison Visconti par un mariage et élevé au rang de comte de Castelnuovo.
Sa carrière fut exemplaire, transformant un homme initialement destiné à l'élevage des moutons et l'élevant à un niveau incroyable : dans ses armes, la guivre viscontienne et l'aigle impériale remplacèrent les trois cabris qui témoignaient de son humble origine et dont, d'ailleurs, il se vantait.
Carmagnola fut un des rares condottières qui réussirent à vaincre, à Bellinzone en 1422, le célèbre carré suisse, en utilisant une tactique particulière : il ne lança pas, comme d'usage, la cavalerie contre la formation suisse ramassée comme un porc-épic, mais, après s'être mis à l'abri de cette formation, il fit démonter les cavaliers pour l'attaque finale, les transformant en fantassins cuirassés inattaquables qui massacrèrent les Suisses. Ce fut une nouvelle gloire qui s'ajouta à celle déjà acquise et suscita ces jalousies qui l'éloignèrent des Visconti pour le porter au service de Venise contre ses anciens maîtres.

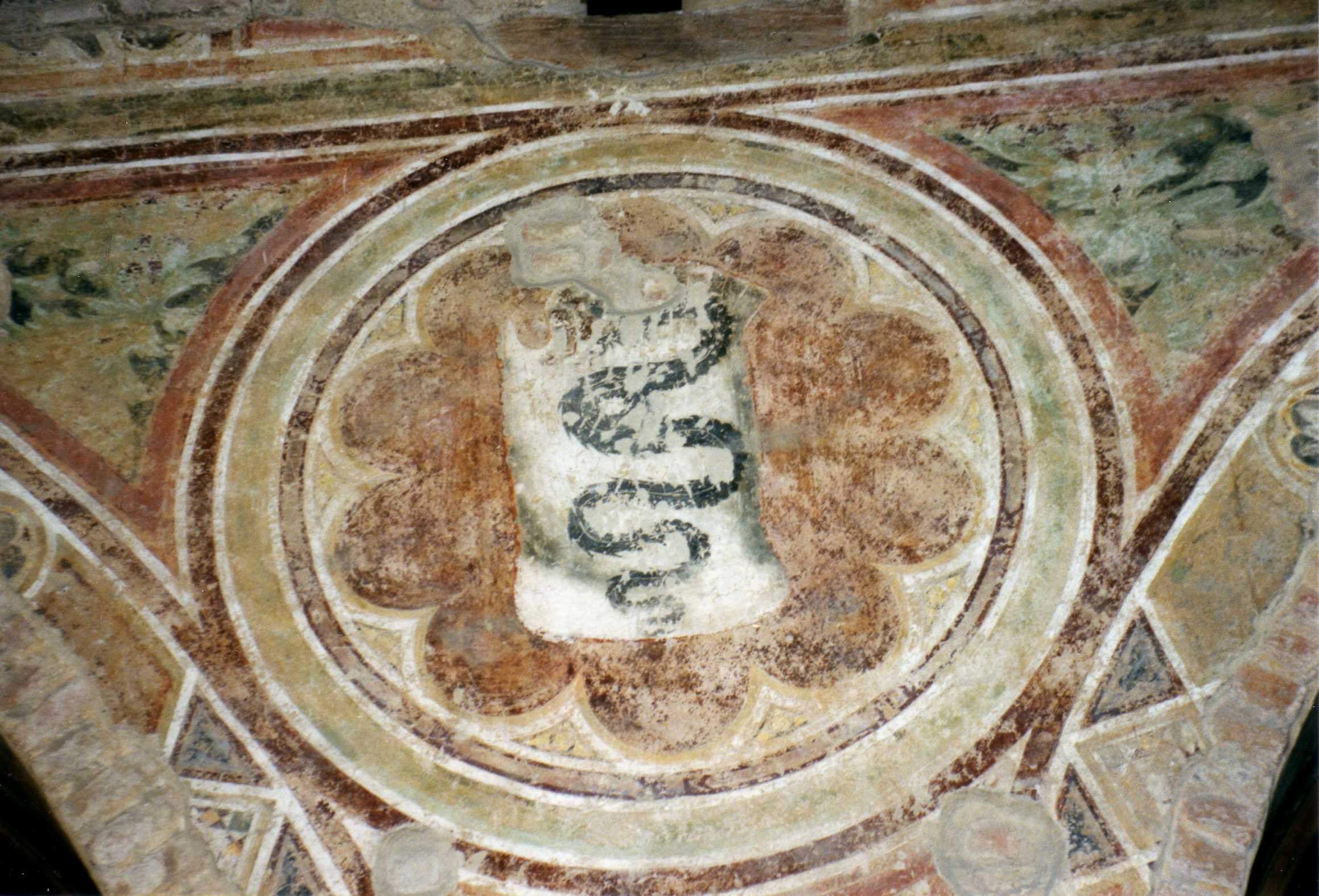
La guivre des Visconti.

La relation de Carmagnola avec Venise fut toutefois difficile : la Sérénissime l'avait engagé mais s'en méfiait en raison de ses précédentes relations avec les Visconti, méfiance alimentée par ailleurs par une conduite militaire qui  paraissait indécise, voire hésitante, aux yeux du Sénat vénitien. Les soupçons de trahison devinrent certitudes lorsque Carmagnola intervint tardivement lors de l'attaque de Crémone, annihilant les efforts de Colleoni et entraînant ainsi la faillite de l'attaque elle-même :
« Il arriva tard parce qu'il voulait arriver tard. »
Sa malheureuse hésitation dans l'attaque de Crémone valut la décapitation à Carmagnola et, à Colleoni, des éloges et une promotion.
La carrière de Colleoni fut aussi lente et soumise que celle de Carmagnola fut rapide et fulgurante, mais tandis que le premier décéda octogénaire et de mort naturelle dans son lit, chargé de gloire et de richesses, le second, à cinquante ans, perdit la tête et la gloire.

### Incompréhensions à Venise
Venise reconnut l'engagement et le courage débordant de Colleoni dans l'attaque manquée de Crémone et, en plus de lui donner le commandement de quatre-vingts autres cavaliers, elle lui concéda le fief de Bottanuco.
Ce fut le début de la consolidation patrimoniale de Colleoni mais aussi d'une période de déceptions et d'incompréhensions dans la relation avec la Sérénissime.
Ses mérites militaires furent indiscutables mais non reconnus comme il l'aurait souhaité : parmi les charges croissantes qui lui furent confiées, il ne réussit pas à obtenir du Sénat vénitien celle de capitaine général qui fut confiée à Jean-François Gonzague. Il resta encore capitaine subalterne, bien que dans les campagnes de la Valteline et de la Val Camonica, respectivement en 1432 et en 1433 au cours des longues vicissitudes belliqueuses entre Venise et Milan, il se distingua comme un spécialiste de la guerre de montagne.
En 1432, avec l'intendant vénitien Georgio Coroner, il participa à la bataille de Delebio dans laquelle la république de Venise fut défaite par les troupes viscontiennes menées par Niccolo Piccinino ; il fut un des rares capitaines vénitiens à échapper à la capture.

### Le mariage
Ce furent des années de déception en raison de la nomination manquée au commandement général mais cependant des années qui lui offrirent, après la paix de Ferrare de 1433, une période de calme et de trêve dans sa frénétique activité guerrière. Ce fut durant cette période qu'il se retira sur ses terres bergamasques et épousa Tisbe Martinengo qui appartenait à l'une des familles les plus importantes de la noblesse bresciane, étant fille d'un commandant de l'armée vénitienne.
Le mariage qui comportait une alliance entre les deux familles, fut de grande importance parce qu'il le projeta dans un milieu social, militaire et géographique plus vaste et plus élevé : les Martinengo constituaient, en effet, une caste familiale particulièrement riche et puissante aussi bien sur le plan politique que militaire, avec de grandes possessions à Brescia et dans la Valcamonica. Il élargit ainsi sa sphère d'influence et d'intérêts, plus que par son prestige et son réseau de relations socio-militaires.

### 1437-1441

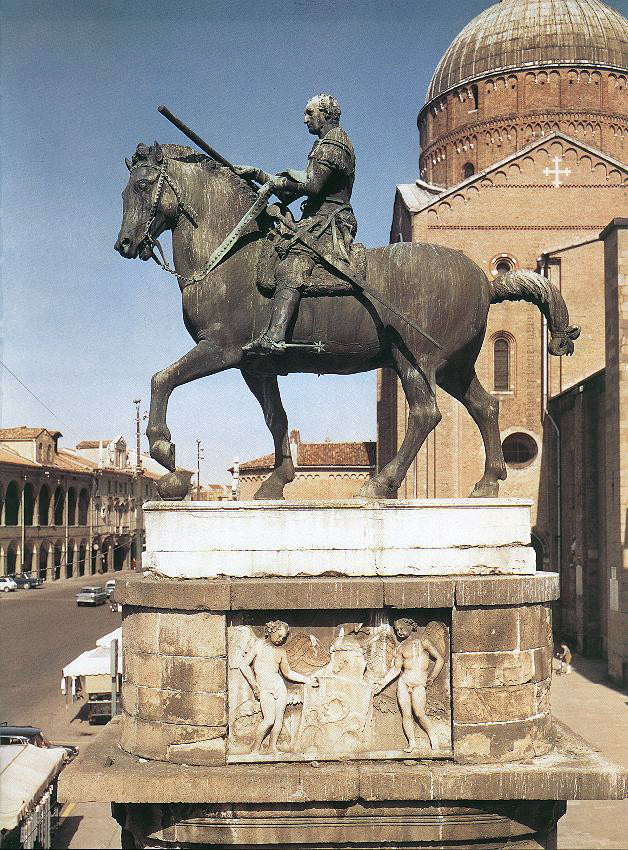
Sculpture de Donatello, statue équestre de Gattamelata à Padoue

Après cette brève parenthèse, à la reprise de la guerre entre Venise et Milan en 1437, il y participa à nouveau, cette fois sous le commandement de Jean-François Gonzague et toujours du côté de la Sérénissime.
Il était encore sous les ordres d'un supérieur hiérarchique, continuant à être le second, comme Gattamelata ; son commandement était maintenant de 300 lances mais sa responsabilité était limitée : il aurait pu se dire sous-employé.
En 1438, il défendit efficacement sa ville de Bergame de l'assaut de Niccolò Piccinino, capitaine général de Philippe Marie Visconti, pendant que son commandant Gonzague se retirait au-delà de l'Oglio en laissant le champ libre au Visconti. La retraite de Gonzague ne se déroula pas de manière tranquille mais prit l'allure d'une déroute comme le confirment toutes les sources, aussi bien milanaises que vénitiennes.
La conduite de Gonzague laissa perplexes jusqu'à ses compagnons parmi lesquels commencèrent à  s'insinuer des soupçons de trahison. Le même Gonzague refusa le renouvellement de sa charge à son échéance et passa aux Visconti.
Ce fut encore une occasion manquée pour Bartolomeo ; en effet, Gattamelata fut nommé gouverneur de l'armée vénitienne, gouverneur et non pas capitaine général, le Sénat vénitien entendant réserver cette charge pour François Sforza, vir strenuus atque impiger rei militari (homme actif et diligent aux affaires de la guerre).

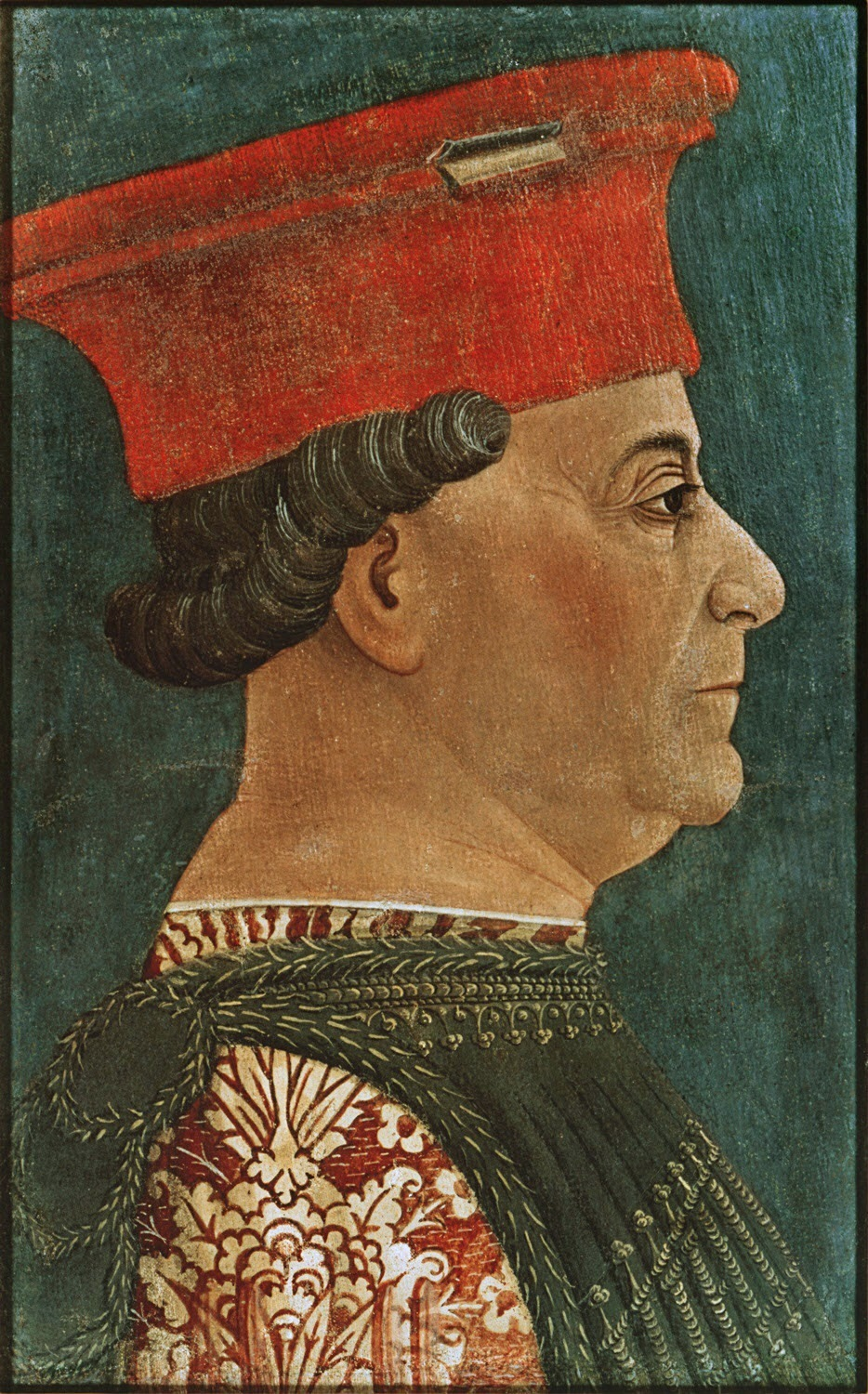
Francesco Sforza

Il advint, durant cette période, un épisode guerrier dont on se souvint longtemps comme une entreprise mythique plus en raison de son originalité, de la difficulté de sa réalisation et de la fantaisie avec laquelle il se produisit, que pour l'audace de son exécution.
Brescia était sévèrement assiégée par Piccinino et se trouvait dans de graves difficultés avec le risque de devoir se rendre aux Visconti, ne pouvant plus sustenter ni ses propres habitants ni les soldats vénitiens. On en arriva ainsi à la décision de laisser une garnison pour la défense de la ville et de retirer l'armée pour la réserver en vue d'une bataille en rase campagne.
Après une tentative échouée, le 24 septembre Gattamelata réussit à se dégager avec une sortie hardie par l'unique issue laissée dégarnie par les assiégeants, les montagnes.
Ce fut effectivement une entreprise très difficile et osée, qui resta comme un exemple de
« virtuosité d'alpinisme de la guerre de 1438/1442, la plus belle et la plus complexe peut-être au cours des guerres des condottières. »
En 1441, il signa avec Venise une condotta particulièrement avantageuse et bénéfique par laquelle il obtint, entre autres, les fiefs de Romano, Covo et Antegnate. C'était la période qui voyait s'opposer les protagonistes Philippe Marie Visconti et Venise, et Colleoni se mit en avant dans un scénario militaire dans lequel Piccinino et Sforza jouèrent un rôle prééminent.

## Visconti

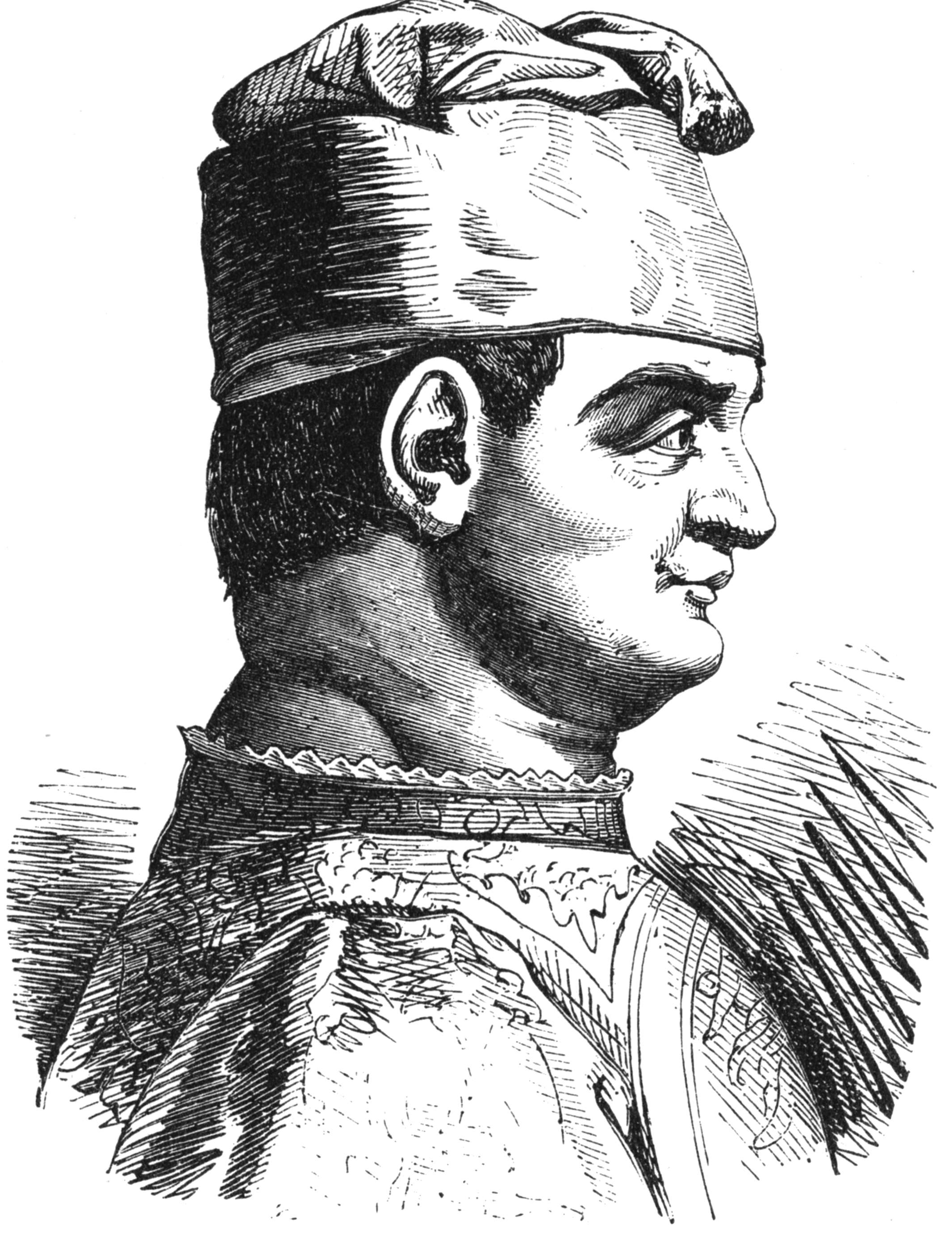
Philippe Marie Visconti

Avec la paix de Cavriana, en 1441, voulue par Visconti, les rapports avec Venise entrèrent en crise et à l'échéance de la condotta, Colleoni passa au service de Visconti qui lui offrit un château à Milan, le commandement de 1 500 lances et donna à sa femme Tisbe le château d'Adorno ainsi que de nombreux bijoux. Le service auprès de Visconti fut toutefois tourmenté par ses rapports tumultueux avec Piccinino, dont il était l'adjoint : il fut accusé de connivence avec l'ennemi et emprisonné pour un an aux Forni (Fours) de Monza.
Il s'enfuit de la prison après la mort de Visconti advenue le 13 août 1447, passant au service de la République ambrosienne nouvellement née, appelé par François Sforza, à ce moment capitaine général de ladite République.
Durant cette période, 1447/1449, Bartolomeo Colleoni accomplit une action militaire très importante pendant le siège du château de Bosco Marengo mené par les troupes françaises du duc d'Orléans.
Par une action foudroyante et mortelle, il détruisit, après l'avoir contournée, la cavalerie de Renaud du Dresnay. On compta 1 500 morts et un grand nombre de prisonniers français, dont ledit Renaud, prisonniers qui furent rendus en échange de 14 000 couronnes. Il répéta cette action en avril 1449, d'abord à Romagnano Sesia puis à Borgomanero, contre les troupes du duc de Savoie, remportant ainsi, en peu de temps, trois victoires complètes qui amèneront la trêve entre duché de Milan et duché de Savoie.
Les batailles de Bosco Marengo, Romagnano et Borgomanero lui apportèrent une grande renommée internationale : il faisait désormais partie de l'olympe des plus grands condottieres, au point que Charles le Téméraire de Bourgogne chercha à s'en assurer les services.

## Gentile della Leonessa et François Sforza
Le 15 juin 1448, il passa à nouveau au service de Venise, en signant une condotta pour 500 lances et 400 fantassins.
Pendant cette période, il se couvrit de gloire, en amassant en même temps une énorme richesse, mais en raison des intrigues du condottière Gentile della Leonessa il dut s'enfuir pour éviter l'arrestation ordonnée par les Doges et se réfugia auprès de François Sforza, devenu maintenant seigneur de Milan, en restant à son service, en 1452/1453.
Le 15 février 1454, il annonça par lettre à Sforza sa démission à l'expiration du contrat et, le 12 avril, signa une nouvelle condotta avec Venise avec laquelle les relations, entretenues par sa femme, n'étaient pas entièrement interrompues.

## Retour à Venise
Ce retour à Venise fit hurler à la trahison les Milanais et ce non sans raison.
Pour Milan, Colleoni, passé au service des Vénitiens (alli servitij dé Venetiani), faisait preuve d'une ingratitude qui le fit définir comme le
« plus grand traître qui ait jamais porté cuirasse, eu égard au traitement qu'il a reçu de votre illustrissime Seigneurie, devant laquelle il se présenta en zupparello (petite vareuse), comme chacun sait. »
Un anonyme véronais décrivit également l'ingratitude de Colleoni dans un langage beaucoup plus coloré :
« Chapitres entre les Vénitiens et ce Bartholomeo Coglione, d'avril MCCCVIII. François Sforza présente ceci, - il parla beaucoup à nouveau -, que tant d'ingratitude habite Bartholomeo Coglione, qui, après avoir été spolié de tout par les Vénitiens et ramené en chemise par lui, François, et que lui l'ait remis à cheval avec une suite de nombreux nobles, et surtout fait seigneur de nombreux châteaux, qu'ainsi avec forfanterie il veuille l'abandonner et se rendre chez ses ennemis, qu'il subit cette injure avec une grande peine. »
Il obtint de Venise de grandes reconnaissances également sur le plan politique  : pour la première fois, le Conseil des Dix fut impliqué dans la négociation comme il le sera également par la suite.
Il ne s'agissait pas de l'habituel contrat de comptabilité bureaucratique usuellement passé, mais d'un acte de valeur politique en raison de la grande liberté d'action qui lui était accordée, de l'importance des sommes allouées, 100 000 ducats, et du prestige qui lui était reconnu avec la promesse de Côme, de Lodi et de Ghiara d'Adda, lesquelles étaient à conquérir, et, en outre, la promesse du commandement général pas encore libre.
Il n'y aura plus, de la part de Colleoni, de ces changements de camp qui lui valurent l'accusation, pas entièrement infondée, de trahison, bien qu'il réaffirmât que ses comportements respectaient formellement les clauses contractuelles.
Mais cette fois la paix survint, celle de Lodi en 1454, après les 30 années de guerre qui, bon an mal an, avaient caractérisé les relations entre Milan et Venise, paix qui contraignit Colleoni, toujours à la recherche d'une glorieuse entreprise, à une période de repos.
Dorénavant, Bartolomeo Colleoni sera lié à Venise jusqu'à la mort.

### Incertitudes à Milan et à Florence
La mort de son ami-ennemi François Sforza, en mars 1466, pouvait représenter une bonne occasion pour ses ambitions à l'égard de Milan mais la succession pacifique de Galéas Marie Sforza rendit vain tout espoir.
1467 pouvait être la bonne année : ce fut une période de crise dans l'équilibre établi par la paix de Lodi, crise aggravée par la mort de François Sforza l'année précédente et celle de Cosme de Médicis survenue en 1464.
Florence était secouée de troubles et les exilés florentins opposés aux Médicis, menés par Diotisalvi Neroni, s'adressèrent à Colleoni, par l'entremise du duc de Ferrare Borso d'Este, pour une action contre Pierre de Médicis. Colleoni dont les ambitions politiques, au-delà de Milan, visaient la Romagne fut enthousiaste à l'idée de pouvoir retourner sur le champ de bataille et de s'insérer dans un jeu politico-militaire qui aurait fait de lui l'arbitre de la situation. L'idée était de favoriser la république de Florence en rompant ainsi l'axe milano-florentin et en assurant à Venise la suprématie dans l'Italie septentrionale.
Venise chercha à conforter son capitaine général dans l'idée qu'il avait retenue et qui était une idée pour le moins étrange, mais sans apparaître formellement, et, tout en en étant solidaire, déclara que l'initiative n'était qu'un acte personnel de Colleoni dont, en l'occurrence, elle ne confirmait pas la charge dans la condotta.
La conséquence en fut que les Médicis se retrouvèrent les alliés du nouveau duc de Milan Galéas Marie Sforza et du roi de Naples Ferdinand Ier pendant que Colleoni restait seul à combattre sur plusieurs fronts.

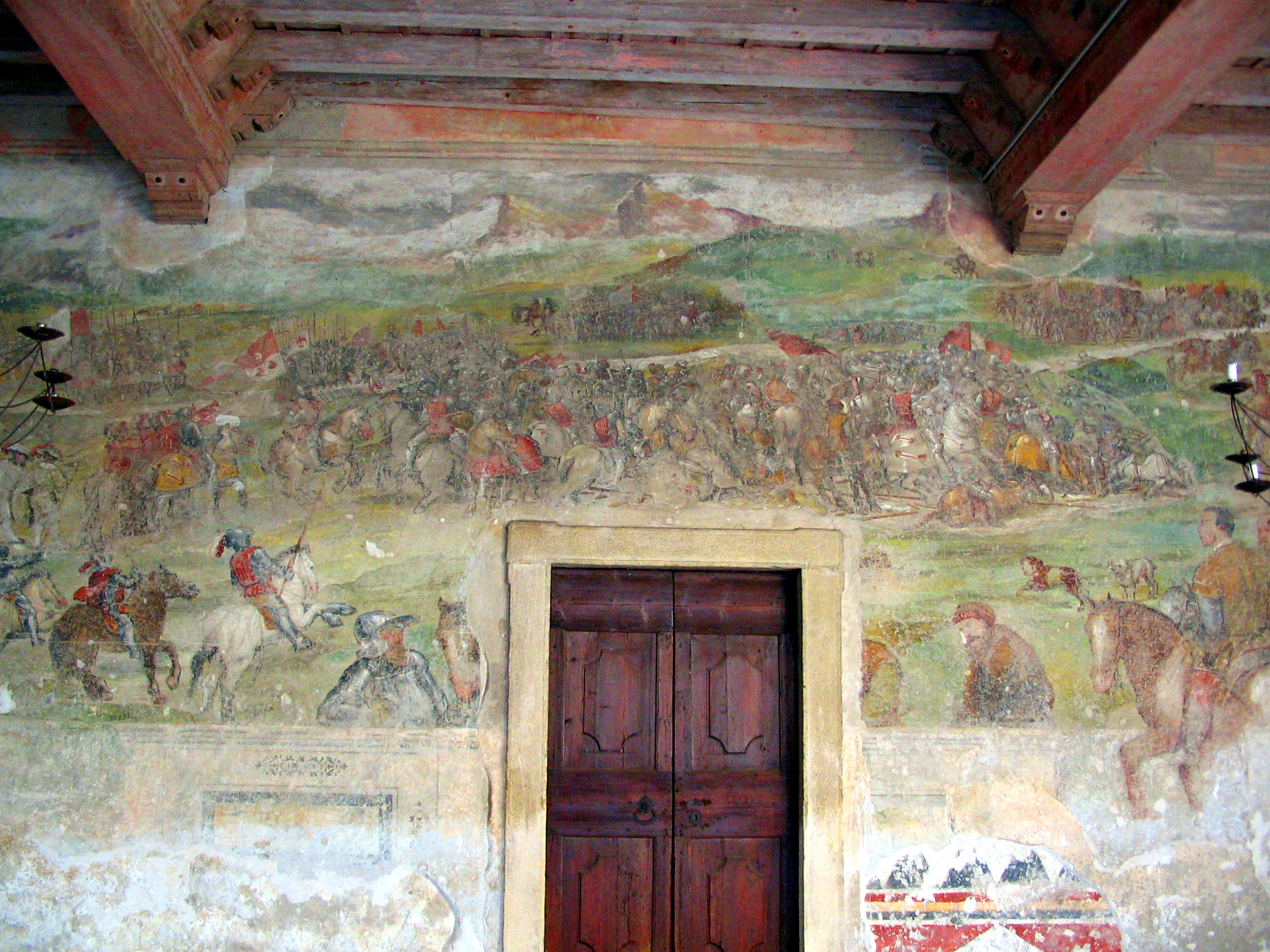
Bataille de la Riccardina, fresque du château de Malpaga

### Bataille de la Riccardina ou de la Molinella
Il obtint quelques victoires jusqu'à la bataille de la Riccardina ou de la Molinella comme certains l'appellent, du 25 juillet 1467. Cette bataille qui n'eut ni vainqueurs ni vaincus fut importante parce que Colleoni y employa de l'artillerie, suscitant un grand scandale car l'usage des armes à feu était considéré comme contraire à la morale et à la déontologie militaire et cela lui valut une réputation de barbare et de méchant homme.
La paix qui survint, solennellement annoncée par le pape Paul II l'année suivante, enterra ce qui aurait pu être la glorieuse entreprise dont il avait tellement rêvé.

### Rêves au crépuscule

Blason de René d'Anjou en 1453

Blason : d'argent à trois paires de testicules de gueules, au chef de France ancien au lambel de gueules

Ces années au cours desquelles Bartolomeo s'avançait vers la fin de son aventure humaine furent caractérisées par une haine croissante à l'égard de Galéas Marie Sforza avec lequel il en vint presque au défi personnel.
Il caressa l'espoir d'un commandement dans une croisade qui échoua cependant en raison de l'opposition de Florence, ainsi que celui du commandement d'une expédition angevine contre les Aragonais de Naples.
Ce fut lors de cette seconde occasion que René d'Anjou en 1467 lui concéda le droit d'ajouter à son patronyme d'Anjou, ou bien d'Andécavie (Andegavia), en ajoutant ainsi dans ses armes les fleurs de lys angevines d'or sur champ d'azur avec, en dessous, les habituels testicules colleoniens. Colleoni était très fier de ces nouvelles armes, si bien qu'il les utilisait chaque fois que l'occasion s'en présentait.

### Charles le Téméraire
En 1472, on présenta à Colleoni ce qui fut sa dernière occasion d'accomplir la glorieuse entreprise, qu'il apprécia d'autant plus que c'était aux dépens du détesté Galéas Marie.

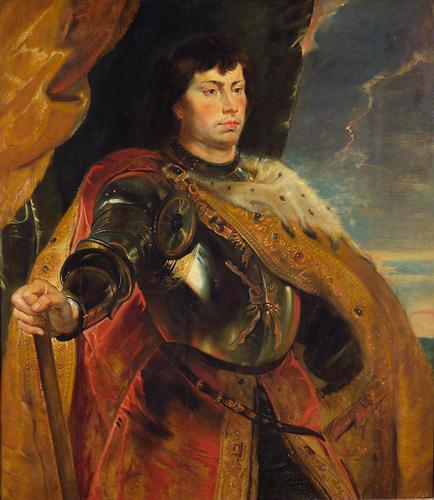
Charles le Téméraire

Charles le Téméraire, duc de Bourgogne, se rendit en Italie avec des vues sur le duché de Milan, en comptant sur une attitude favorable de Venise dont la politique était ouvertement opposée non seulement à Milan mais aussi à l'Empire ; de plus, il cherchait d'avantageuses ouvertures commerciales en Flandre bourguignonne.
Colleoni, maintenant d'Andegavia, signa avec les Bourguignons une condotta très substantielle et même prodigieuse, qui prévoyait l'attribution de 150 000 ducats par an, le commandement de  1 000 lances et 1 500 fantassins ainsi que le privilège, qui lui fut concédé en 1473, d'ajouter à ses armes les fasces de Bourgogne.
Cette occasion avorta également, l'aventure de Charles le Téméraire se terminant au début de 1474 avant même d'avoir commencé.
Colleoni aurait rarement utilisé le blason avec les fasces bourguignonnes.

## Le crépuscule du condottière
La vie de Colleoni arrive à son crépuscule, il est maintenant vieux et malade, déjà durement touché dans son affection par la mort de sa femme Tisbe et de sa fille préférée Medea.
Le 15 mai 1475, il rendit à la Sérénissime son bâton de commandement et commença à démobiliser ses troupes. Venise, consciente de la fin désormais proche de son condottière, rejeta sa démission et il lui adressa trois inspecteurs avec des fonctions de contrôle et d'administration, tablant sur le fait que Bartolomeo lui aurait laissé en héritage la majeure partie de son patrimoine : diverses propriétés immobilières et une somme en espèces de plus de 300 000 ducats, une somme énorme capable de remettre à flot les caisses épuisées de la République.
Le testament contenait une disposition à la charge de Venise : l'érection d'un monument en son honneur sur la place Saint-Marc, mais Venise n'honora que partiellement cette disposition.
Venise, après lui avoir fait des funérailles solennelles, tint, avec une méticulosité bureaucratique, à récupérer tous les fiefs qui lui furent concédés avec prodigalité pendant sa carrière militaire[réf. nécessaire].

## Épilogue

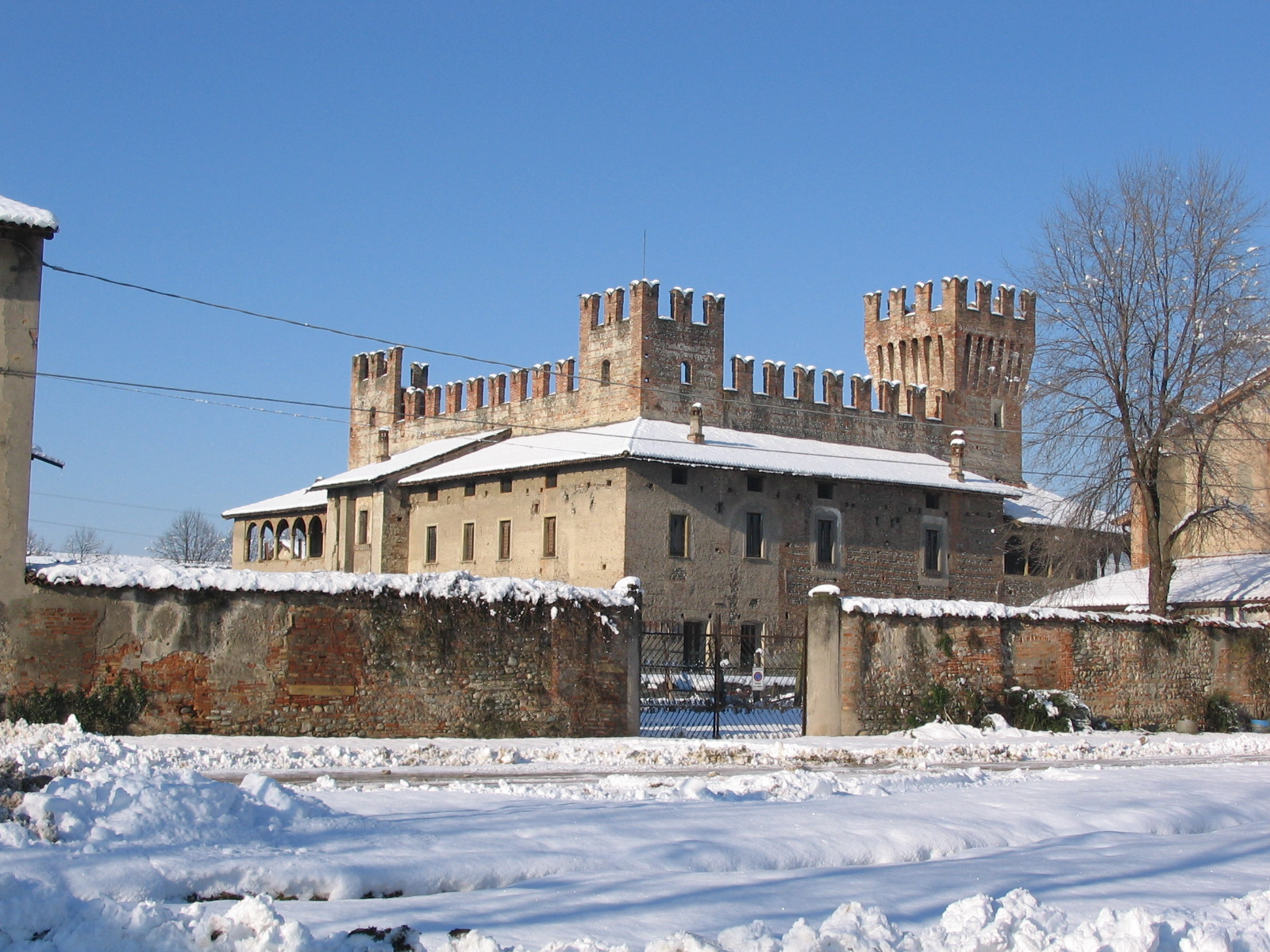
Le château de Malpaga

Bartolomeo Colleoni d'Andegavia, comme il lui plaisait d'être appelé, mourut dans son château de Malpaga le 2 novembre 1475, juste à temps pour ne pas voir la fin d'un type de condotta et de condottieres pour lesquels la recherche de la glorieuse entreprise avait une grande importance.
Une nouvelle génération de condottières naissait, plus attentive à des intérêts qui allaient au-delà de la seule carrière militaire et pour lesquels la guerre serait plus une entreprise occasionnelle à préparer avec soin qu'une préoccupation continue et une aspiration.
Des condottières come Niccolò di Pitigliano, Jacques de Trivulce, Bartolomeo d'Alviano, Prospero Colonna et Fabrizio Colonna, pour ne citer que les plus importants, ont des personnalités bien différentes de celles de leurs prédécesseurs : pour eux, la fonction de gouverneur a plus d'importance que l'activité occasionnelle de la guerre.

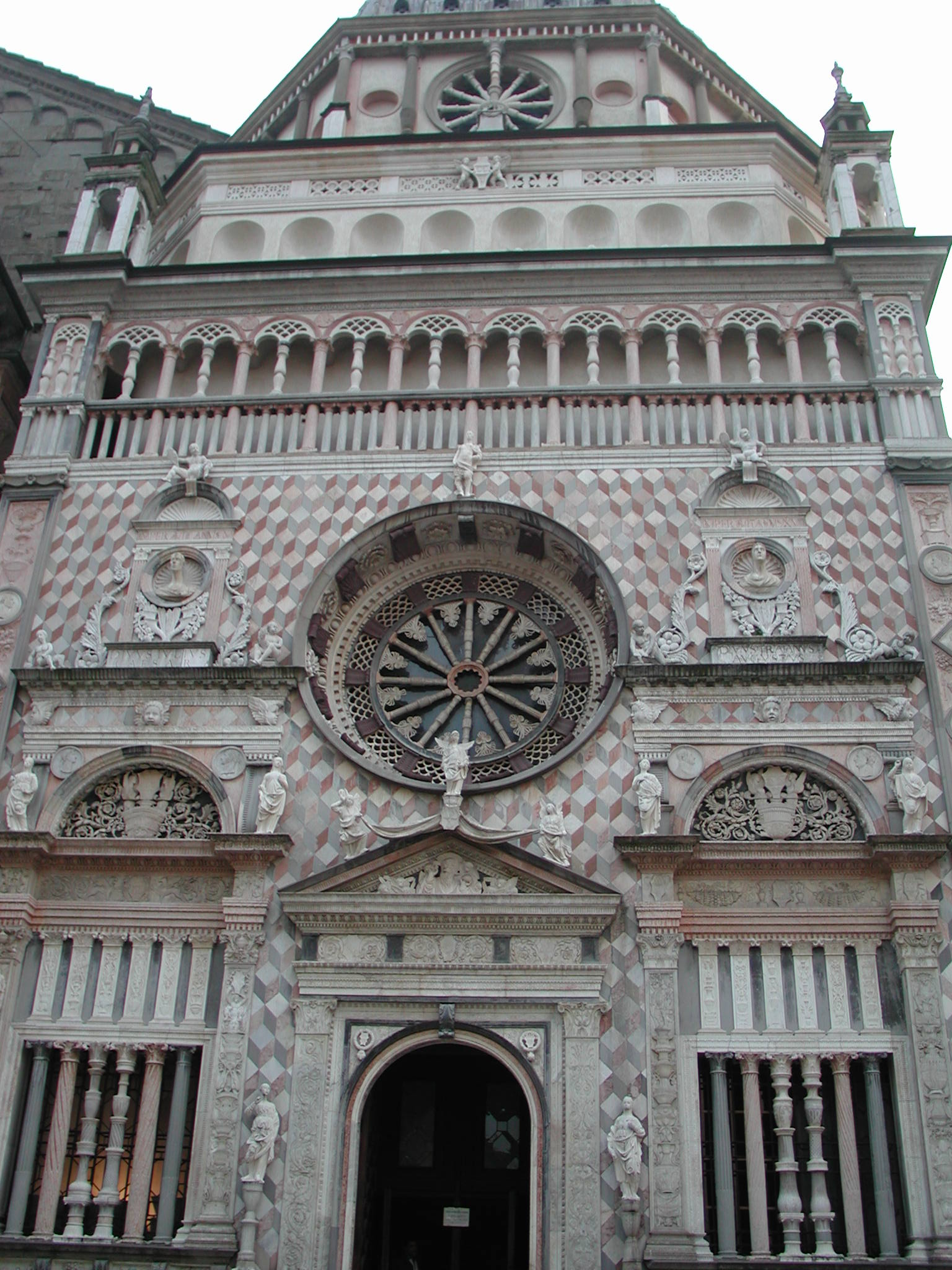
La chapelle Colleoni à Bergame

« Ils entraient dans l'optique selon laquelle les contrats militaires avaient plus pour but d'engager et d'entretenir les troupes que celui de les commander. »
De Colleoni, il reste, entre autres, la Statue du Colleone de Verrochio à Venise et la chapelle Colleoni édifiée dans la ville haute de Bergame, à l'abri de la basilique de Santa Maria Maggiore avec laquelle elle forme un complexe de monuments d'une grande beauté, chef-d'œuvre architectural de Giovanni Antonio Amadeo.